# Wiesen-Dickkopfzikade

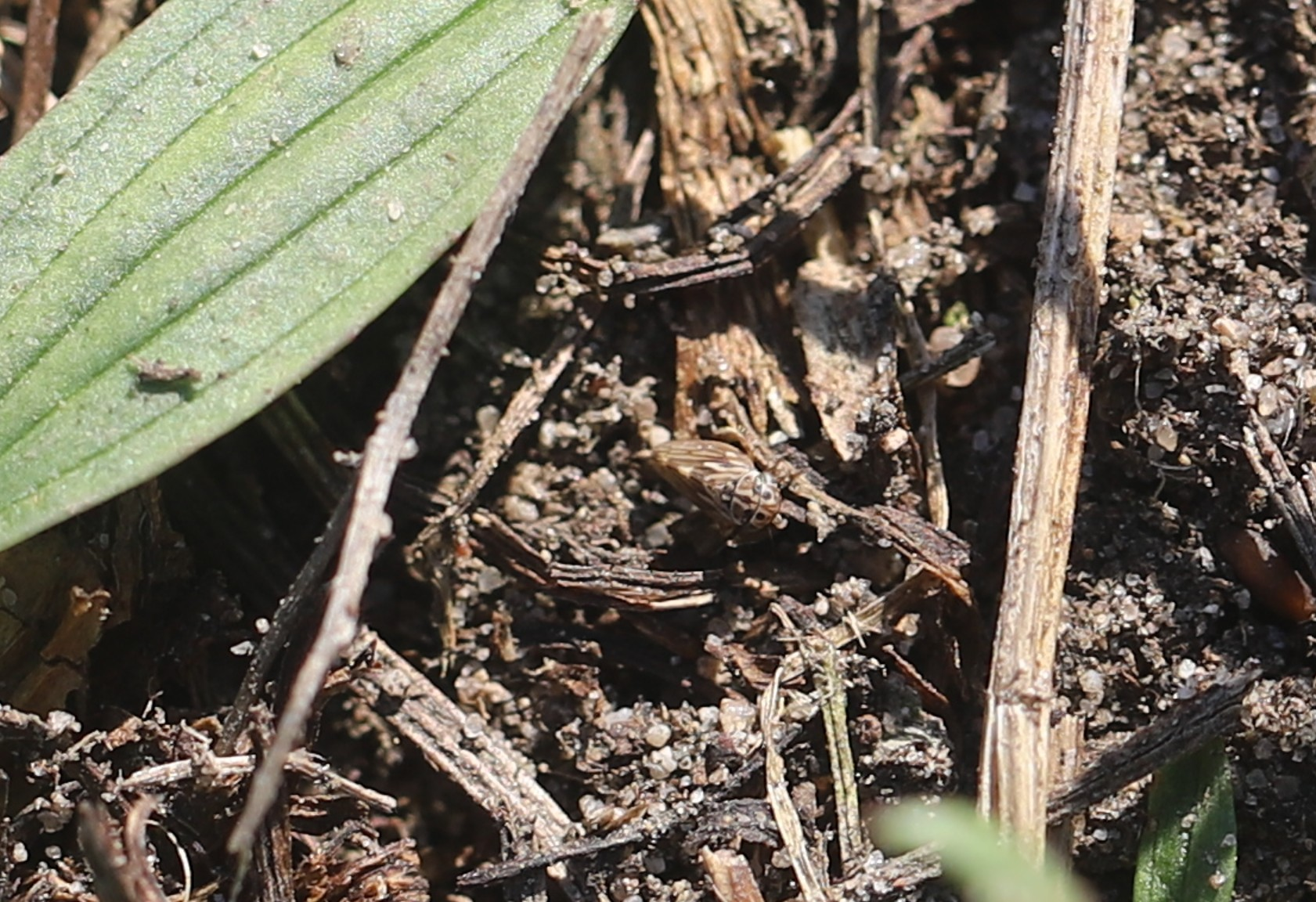
Wiesen-Dickkopfzikade im typischen Lebensraum

Die Wiesen-Dickkopfzikade (Anaceratagallia ribauti) ist eine Zwergzikade aus der Unterfamilie der Dickkopfzikaden (Agalliinae). Die Art wurde 1938 von dem schwedischen Zoologen Frej Ossiannilsson als Agallia ribauti beschrieben. Der Artzusatz ribauti ehrt den französischen Entomologen Henri Ribaut (1872–1967). Ein Synonym der Art ist Anaceratagallia lithuanica Vilbaste, 1974.

## Merkmale
Die Zikaden werden 2,8 bis 3,4 mm lang. Die Weibchen haben dicht gepackte, grobe Punktierungen an den Vorderflügeln, wodurch sie relativ matt erscheinen. Die Musterung des Pronotums weist schwarze Flecken vorne und kastanienbraune Flecken dahinter auf. Das Scutellum wird von schwarzen Basaldreiecken dominiert, die an den Seiten anliegen.

## Ähnliche Arten
Die Wiesen-Dickkopfzikade sieht anderen Anaceratagallia-Arten sehr ähnlich und ist in der Regel nur durch eine Untersuchung der Genitalien sicher von diesen zu unterscheiden. Die Wiesen-Dickkopfzikade hat einen anderen Lebenszyklus als die ebenfalls in Mitteleuropa verbreitete Klee-Dickkopfzikade, die ein Ei-Überwinterer ist und als Imago nur zwischen Mitte Juli und Mitte Oktober auftritt.

## Vorkommen
Die Art weist eine westpaläarktische Verbreitung auf. In Europa ist die Art weit verbreitet mit Funden insbesondere in England, Mitteleuropa und Fennoskandinavien.

## Lebensweise
Die Wiesen-Dickkopfzikade bevorzugt als Lebensraum sowohl Trockenrasen- als auch feuchte Grasbiotope. Die Zikaden leben an niedrigen Kräutern, insbesondere Wegeriche (Plantago). Als Nahrungspflanzen werden Kleines Habichtskraut, Spitzwegerich, Breitwegerich und Hasen-Klee genannt. Die Art ist ein Adultüberwinterer mit einer Generation im Jahr. Die adulten Zikaden werden das ganze Jahr beobachtet, vor allem in der Zeit von August bis Juni.